# Liste des évêques et archevêques de Jos
La liste des évêques et archevêques de Jos recense les noms des évêques catholiques qui se sont succédé sur le siège épiscopal de Jos, au Nigeria, depuis la création de la préfecture apostolique de Jos le 9 avril 1934 par détachement de celle du [pas clair]
La préfecture apostolique nigériane de Jos a été créée le 9 avril 1934 par détachement de celle du Nigéria septentrional. Elle est érigée en diocèse le 29 juin 1953, puis en archidiocèse de Jos (Archidioecesis Iosensis) le 26 mars 1994.

## Préfet apostolique
- 22 juin 1934-1953 : Guglielmo Lumley

## Évêques de Jos
- 10 avril 1954-3 juillet 1974 : John Reddington (John J. Reddington)
- 5 octobre 1974-26 mars 1994 : Gabriel Ganaka (Gabriel Gonsum Ganaka)

## Archevêques de Jos
- 26 mars 1994-11 novembre 1999 : Gabriel Ganaka (Gabriel Gonsum Ganaka), promu archevêque.
- 14 avril 2000-11 mars 2019 : Ignatius Kaigama (Ignatius Ayau Kaigama), précédemment évêque de Jalingo, il est ensuite nommé archevêque coadjuteur d'Abuja
- depuis le 6 janvier 2020 : Matthew Ishaya Audu (en) (Matthew Ishaya Audu), précédemment évêque de Lafia

### Sources
- (en) Fiche de l'archidiocèse sur le site catholic-hierarchy.org